# Harag
A harag egy intenzív érzelmi reakció.[1] Az emberi lélek azon indulata, mely a megsértett, megrövidített, várakozásaiban, reményeiben csalódott, szokásaiban megzavart, önérzetében sértett ember lelkében ezen dolgok okozója ellen támad.
Amikor személyes határainkat megsértik, vagy meg fogják sérteni, haragot érzünk. 
A harag a megtorlással párosulva bosszúvá válik. Ha ez az érzés hirtelen, nagy erővel támad fel, a hirtelen harag (méreg) nevet kapja. A harag magasabb foka a düh.
William DeFoore, harag management író úgy jellemzi a haragot, mint egy kukta: csak egy bizonyos ideig tudjunk ezt az érzelmet lenyomni, azután ki fog robbanni.
A harag egy olyan érzelmi reakció, ami hatással van a testünkre. Aki haragot érez, annak megnövekszik a pulzusa, a vérnyomása, az adrenalin és noradrenalin hormon szintje. Néhányan a haragot a ’harcolj vagy menekülj’ agyi reakciójának ingerléseként is értékelik. A harag egy védelmi mechanizmus a félelem, sértettség vagy szomorúság elfedésére. A harag válik uralkodó érzéssé a viselkedésben, kognitívan és pszichológiailag, amikor valaki eldönti, hogy azonnal lépéseket tesz a kívülálló fenyegető erő megállítására. 
A harag külsőleg megjelenhet az arckifejezésünkben, a testbeszédünkben, pszichológiai válaszreakciónkban, és agresszió formájában. Néhány állat például hangos hangokat ad ki, fizikailag nagyobbnak akar látszani, mutatja a fogait, és mereven bámul. A haraghoz tartozó viselkedésünk úgy van tervezve, hogy figyelmezteti a támadót, hogy hagyja abba a fenyegető viselkedést. Ritka az, amikor úgy történik fizikai veszekedés, hogy legalább az egyik fél ne fejezné ki a haragját. Bár a legtöbben a harag keletkezését annak eredményeképpen érzékelik, hogy „mi történt velük”. A pszichológusok viszont rámutatnak arra, hogy aki haragos könnyen tévedésbe eshet, mert a harag önvizsgálat és az objektív megfigyelőkészség csökkenését eredményezi.

## Fordítás
- Ez a szócikk részben vagy egészben  az   Anger című angol Wikipédia-szócikk fordításán alapul.  Az eredeti cikk szerkesztőit annak laptörténete sorolja fel. Ez a jelzés csupán a megfogalmazás eredetét és a szerzői jogokat jelzi, nem szolgál a cikkben szereplő információk forrásmegjelöléseként.